# Liste des partis politiques en Sierra Leone
Le système politique de Sierra Leone est multipartite, avec deux ou trois partis dominants.
- Congrès de tout le peuple
- Parti de la grande alliance
- Parti de la paix et de la libération
- Parti démocratique du peuple
- Mouvement populaire pour le changement démocratique
- Front unifié révolutionnaire
- Parti du peuple de Sierra Leone
- Parti unifié national du peuple
- Parti des jeunes